# Batalha de Palma
Batalha de Palma foi um grande combate que aconteceu pelo controle da vila de Palma, no norte de Moçambique, entre 24 de março e 5 de abril de 2021. Foi travada entre as Forças Armadas de Defesa de Moçambique (FADM), outras forças de segurança moçambicanas e grupos militares privados, e terroristas islâmicos alegadamente associados ao Estado Islâmico do Iraque e do Levante (EIIL) A batalha fez parte da insurgência em Cabo Delgado, que começou em 2017 e resultou na morte de milhares de pessoas, principalmente civis locais. Mais de 100 civis foram mortos e cerca de 35 mil estão desalojados.

## Contexto
A insurgência em Cabo Delgado começou em 2017 e intensificou-se em 2020. O IS-CAP realizou um massacre a 7 de abril e outro a 9 de novembro. De 5 a 11 de agosto, tomaram Mocímboa da Praia, mantendo essa posição em 2021. No início de março de 2021, rebeldes islâmicos começaram a cercar a vila de Palma. Os rebeldes decapitaram civis de vilas próximas, bem como pessoas que tentavam fugir da localidade. Em 7 de março, os rebeldes tomaram o posto fronteiriço em Nonje, na fronteira com a Tanzânia no rio Ruvuma, isolando Palma do resto de Moçambique. Os civis que permaneceram em Palma passaram fome. A analista da ONG Armed Conflict Location and Event Data Project (ACLED), Jasmine Opperman, argumentou que se esperava um ataque a Palma, e que especialistas em segurança alertaram as embaixadas estrangeiras e o governo moçambicano de que os militantes estavam planeando um ataque, mas os avisos foram ignorados. Posteriormente, Opperman tweetou "Por que, em nome de Deus, nenhuma ação foi tomada em resposta ao alerta precoce de inteligência. É uma vergonha".
A identidade exata dos insurgentes em Palma não é clara. Um rebelde identificou-se como membro do "al-Shabab", nome local para o grupo Ansar al-Sunna. No entanto, outros relatórios afirmam que os agressores foram identificados como pertencentes ao Estado Islâmico na África Central (EI-PAC). A relação entre a Ansar al-Sunna, conhecido por uma variedade de nomes, e o EI-PAC é geralmente obscura. Os especialistas suspeitam que parte ou a totalidade da Ansar al-Sunna aderiram ao EI-PAC, mas que o comando central do EIIL quase não exerce controlo sobre os seus afiliados moçambicanos. O EIIL assumiu a responsabilidade por um número relativamente pequeno de ataques em Moçambique, em comparação com a insurgência geral, mas afirmou o seu envolvimento nas operações rebeldes mais significativas. No final de 2020, tropas EI-PAC já capturaram a vila de Mocímboa da Praia durante uma ofensiva. Fontes de segurança afirmaram que os rebeldes em Palma estavam bem organizados e vestindo uniformes.
O EIIL e sua afiliada EI-PAC mais tarde assumiram a responsabilidade pelo ataque a Palma através da agência de notícias Amaq.

## Batalha

### Ataque inicial e emboscada no Hotel Amarula
Antes da batalha, vários rebeldes islâmicos, disfarçados de civis, soldados e policiais infiltraram-se em Palma, escondendo armas e preparando-se para o ataque. A 24 de março, mais de 100 militantes, divididos em dois grupos, lançaram um ataque contra a vila e realizaram ataques terroristas coordenados em diferentes locais. Delegacias e postos de controle foram inicialmente visados e, em seguida, os agressores usaram explosivos para invadir bancos, que roubaram. Também foram atacados bairros residenciais, resultando na morte de vários civis locais. Foram baleadas pessoas nas ruas, e algumas das vítimas foram decapitadas. O ataque ocorreu quando a gigante francesa de energia Total S.A. retomou os trabalhos no local. Parece que o ataque havia sido planeado com antecedência. Uma instalação de gás natural foi alvejada, matando trabalhadores locais e estrangeiros. Cerca de 200 sobreviventes escaparam do local, refugiando-se no Hotel Amarula. Os militantes também atacaram o hotel, matando algumas pessoas na entrada. Cerca de 20 deles esconderam-se no Hotel Bonatti. Assim que os rebeldes assumiram algum controle sobre Palma, mais de 100 militantes reforçaram a vila, bloqueando ruas dentro dela e capturando localidades ao seu redor.
Para auxiliar as defesas de Palma, as Forças Armadas de Defesa de Moçambique (FADM) teriam enviado dois helicópteros Mil Mi-24, pilotados por mercenários ucranianos afiliados ao Grupo Paramount, e um terceiro Mil Mi-17. Essas aeronaves tinham por objectivo ajudar os civis presos. No entanto, a Força Aérea de Moçambique retirou-se em circunstâncias pouco claras. De acordo com "algumas fontes de segurança", todos os helicópteros das FADM retiraram-se após um deles ser danificado por fogo de armas ligeiras. Outras fontes de segurança afirmaram que o Mil Mi-17 foi abatido por um Mil Mi-24 após os insurgentes o sequestrarem. Em seguida, a Dyck Advisory Group (DAG), empresa de segurança privada sul-africana a trabalhar para o governo moçambicano, usou três helicópteros Aérospatiale Gazelle para atacar os insurgentes e ajudar os civis. No entanto, tiveram que se retirar após ficar sem combustível no final de 25 de março. Os mercenários sul-africanos disseram aos que estavam no Hotel Amarula que só poderiam tentar ajudá-los novamente no dia seguinte e que deveriam ficar parados, pois os rebeldes possivelmente estavam à espreita para emboscar quem fugisse. Uma unidade do exército moçambicano próxima de 1.100 soldados falhou em ajudar os sitiados em Palma, não querendo enfraquecer sua própria posição fortificada na península de Afungi, enquanto a Total S.A. alegadamente recusou reabastecer os helicópteros da DAG para que eles não pudessem retornar diretamente a Palma.
No final de 26 de março, os que estavam no Hotel Amarula decidiram tentar uma fuga, já que nenhuma assistência adicional das forças do governo parecia chegar até si. Os rebeldes atacaram o hotel com morteiros. Um grupo de 20 não se juntou a esta tentativa, optando por ficar para trás. Assistidos por algumas forças de segurança, cerca de 180 sobreviventes do hotel fugiram com o comboio de 17 veículos. No entanto, apenas sete veículos escaparam com sucesso do local, enquanto os outros dez veículos foram atacados, com seus ocupantes assassinados, ou feridos e capturados. Mais de 40 pessoas morreram durante o ataque do comboio, embora apenas sete corpos tenham sido resgatados até o momento, já que os veículos foram sequestrados pelos agressores. De acordo com a Pinnacle News, pelo menos 21 soldados moçambicanos foram mortos durante a operação. Um homem sul-africano, Adrian Nel, que estava dirigindo um dos veículos dos comboios e um contratado britânico foram confirmados como mortos durante os ataques, havendo suspeita de que outros estrangeiros estejam mortos. Foi confirmado que um cidadão português foi ferido após ser baleado, sendo resgatado ao lado de dois trabalhadores da Irlanda e da Nova Zelândia.
Os que conseguiram romper as linhas rebeldes chegaram à praia, de onde os helicópteros sul-africanos da DAG conseguiram evacuá-los a 27 de março. Os mercenários também salvaram o grupo que havia ficado para trás no Hotel Amarula. Algumas pessoas conseguiram fugir de Palma em barcos. Seis helicópteros da DAG continuaram a se mover pela vila, tentando localizar e resgatar sobreviventes. Enquanto isso, os rebeldes começaram a saquear e devastar a vila, incendiando muitos edifícios, incluindo os hotéis, bem como uma clínica e destruindo cerca de dois terços da infraestrutura. No final do dia, fontes de segurança afirmaram que militantes tomaram o controle da vila, embora os combates ainda estivessem ocorrendo em torno de Palma. Os insurgentes, mais de 300 na época, tomaram ainda mais quatro hotéis em Palma, onde trabalhadores estrangeiros ainda resistiam.

### Evacuação naval e contra-ataque do governo
A partir de 27 de março, os civis presos em Palma foram evacuados por barcos. Vários navios chegaram a Palma na tentativa de ajudar os que estavam encalhados na praia. O navio de passageiros Sea Star levou cerca de 1.400 refugiados a bordo e os trouxe para a segurança até Pemba, a 28 de março. Os que fugiram utilizaram todos os navios disponíveis, incluindo "navios de carga, navios de passageiros, rebocadores e barcos de recreio". Um sobrevivente afirmou que a evacuação foi organizada principalmente por "fornecedores e empresas locais", enquanto outros países e as grandes empresas deixaram os civis à sua própria sorte. Os rebeldes alvejaram activamente os barcos em fuga com armas pequenas e morteiros, forçando alguns a interromper as operações de resgate. Estima-se que 35 mil civis tenham sido deslocados durante a batalha, buscando refúgio nas vilas vizinhas. Vários fugiram para as florestas e manguezais próximos, enquanto outros conseguiram escapar para o norte através da fronteira com a Tanzânia.

Este não é um bando de jovens desorganizados. Esta é uma força treinada e determinada que capturou e manteve uma cidade e agora está sustentando uma batalha por um centro muito estratégico.

—Analista de inteligência anônimo sobre a batalha
No final de 28 de março, unidades do exército, marinha, força aérea e forças especiais das FADM, apoiadas pela DAG e pela firma de segurança Control Risks, com sede em Londres, lançaram uma operação para retomar Palma, mas os rebeldes inicialmente conseguiram manter a maior parte da vila, incluindo o porto. No entanto, os rebeldes levaram algumas das tropas para o mato, tornando as evacuações mais fáceis. Na altura, cerca de 6 mil a 10 mil refugiados ainda esperavam pela evacuação nas praias de Palma. Outros milhares estavam resistindo em Afungi, onde o projeto Total S.A. estava localizado. Este não caiu nas mãos dos rebeldes, embora a Total S.A. tenha evacuado a maioria de seus funcionários do local. Enquanto isso, soldados e forças policiais isolaram a zona de desembarque de navios em Pemba, restringindo o acesso aos refugiados. Houve relatos sobre rebeldes disfarçados que entraram subrepticiamente nos navios, embora tenham sido descobertos e suas armas apreendidas.
Em 29 de março, o EIIL afirmou oficialmente que as suas tropas haviam capturado Palma, enquanto as FADM alegavam ter retomado a vila. No entanto, os combates continuaram "em bolsões [...] pela vila" entre os rebeldes, o exército, a polícia e os mercenários, com relatos de corpos decapitados espalhados pelas ruas. De acordo com o diretor da DAG, Lionel Dyck, suas forças aerotransportadas engajaram-se em "vários pequenos grupos [...] e um grupo bastante grande" de insurgentes. Dyck avaliou que seria difícil para o governo retomar a vila, e um especialista em segurança também argumentou que Palma era uma "virada de jogo", já que os rebeldes provaram estar muito mais bem treinados, armados e organizados do que nunca. Em 30 de março, "confrontos esporádicos" continuaram em Palma. Cerca de 5 mil civis se refugiaram ao redor de um farol na península de Afungi, onde o projeto Total S.A. estava baseado. A empresa supostamente forneceu a esses refugiados comida e água. No mesmo dia, o diretor da DAG declarou numa entrevista que "enquanto estou sentado aqui, Palma está perdida", especificando que era necessária uma grande resposta do governo moçambicano para expulsar os rebeldes da vila. Ele afirmou que os insurgentes estavam se disfarçando de civis para evitar ataques aéreos. A DAG supostamente continuou suas tentativas de ajudar as pessoas a escaparem que estavam escondidas no mato ao redor de Palma.
Em 31 de março, os combates em Palma teriam se acalmado, quando as FADM se mudaram para a vila e começaram a retomá-la. Enquanto isso, os helicópteros da DAG continuaram a realizar missões. A 1 de abril, o governo moçambicano declarou que a maior parte da vila estava vazia, com as forças de segurança procurando e enfrentando resistentes rebeldes. Em 5 de abril, foi confirmado que a FADM havia assegurado Palma, embora os rebeldes continuassem a controlar os arredores da vila. Apesar disso, uma equipe de reportagem da vila teve de fugir apressadamente após confrontos, com grande parte da vila sendo saqueada e destruída; poucos civis retornaram para o local de origem.

## Impacto
A batalha ameaçou os planos do governo moçambicano de extrair as reservas significativas de gás natural liquefeito (GNL) de Cabo Delgado. Em particular, a Total S.A. tornou o seu trabalho no complexo de Afungi dependente da capacidade do governo de manter um perímetro de segurança de 25 quilómetros ao redor da área. Como este perímetro incluía Palma, a Total S.A. anunciou que abandonaria os trabalhos no local devido à rebelião.
Após o ataque, Moçambique e Portugal finalizaram rapidamente os planos existentes para uma missão de treinamento para apoiar as FADM.

### Vítimas
Pela primeira vez durante a insurgência, os rebeldes "alvejaram deliberadamente os trabalhadores estrangeiros". Na sua publicação sobre a batalha, o EIIL gabou-se de que a sua operação "resultou na morte de 55 forças moçambicanas e cristãs, incluindo empreiteiros de fora do país". O governo moçambicano admitiu que sete pessoas morreram durante a emboscada do Hotel Amarula, enquanto observadores independentes estimaram que cerca de 50 morreram durante a emboscada.